# Festiwal WUJek
Festiwal WUJek (Warszawski Underground Jazzowy) – impreza odbywająca się corocznie w Warszawie. W festiwalu brały udział różnorodne zespoły wybrane przez twórcę festiwalu Szymona Tarkowskiego.
Prezentowała stołeczne grupy związane z takimi stylami jak off jazz, free jazz, czy ogólnie muzyka improwizowana, jak i formacje próbujące eksperymentować z muzyką rockową czy etniczną. Pierwsza edycja imprezy odbyła się w 2001 roku. Przez lata występowały na niej takie formacje jak między innymi Meritum, Ślimak Trio, Wiosna, Batyskaf czy Fisz.
Od początku organizatorem i animatorem festiwalu jest Szymon Tarkowski. Na początku impreza odbywała się w klubie Jazzgot, a później w centrum kulturalnym Fabryka Trzciny na warszawskiej Pradze.
W 2006 roku ukazała się składanka zatytułowana WUJek, na której znajdują się nagrania zespołów związanych z dotychczasowymi edycjami imprezy.
Ostatni festiwal odbył się w 2014 roku.